# ポアンカレ予想

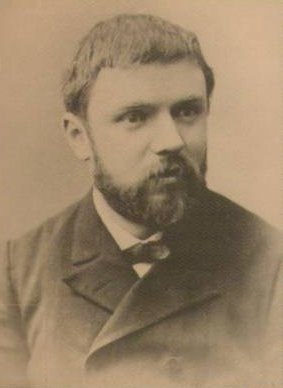
予想の提唱者アンリ・ポアンカレ

（3次元）ポアンカレ予想（ポアンカレよそう、英: Poincaré conjecture）とは、数学の位相幾何学（トポロジー）における定理の一つである。
3次元球面の特徴づけを与えるものであり、定理の主張は

単連結な3次元閉多様体は3次元球面 S3 に同相である
というものである。7つのミレニアム懸賞問題のうち2024年時点で解決されている唯一の問題である。
ポアンカレ予想は各次元で3種類（位相、PL、微分）があり、かなり解けているが「4次元微分ポアンカレ予想」「4次元PLポアンカレ予想」「高次元微分ポアンカレ予想の残り少し」は未解決である。これらは非常に重要な問題である。

## 概説

図のトーラス上の2色のループは双方共に1点に収縮できない。よってトーラスは球と同相では無い。

ポアンカレ予想は、1904年にフランスの数学者アンリ・ポアンカレによって提出された。ポアンカレ予想は現在では「単連結な3次元閉多様体は3次元球面 S3 に同相である」と表現される。すなわち、境界を持たない連結かつコンパクトな3次元多様体は、任意のループを1点に収縮できるならば、3次元球面 S3 と同相であるというものである。
ポアンカレ自身、デーン、ホワイトヘッド、古関健一、コリン・ルーケ (Colin Rourke)、イアン・スチュアート、ビング、などの数学者達がこの問題に挑戦した。初めに1932年ヘルベルト・ザイフェルトがザイフェルトファイバー空間の場合の証明をした。パパキリアコプロスは同値の予想を作ったがその度にマスキットなどに反証された。そしてロシアの数学者グリゴリー・ペレルマンは2002年から2003年にかけてこれを証明したとする一連の論文をプレプリントサーバarXivに投稿した。これらの論文について2006年の夏頃まで複数の数学者チームによる検証が行われた結果、証明に誤りのないことが明らかになった。ペレルマンはこの業績によって2006年のフィールズ賞が贈られたが、本人は受賞を辞退し、世間からは疑問の声が上がった。
3次元閉多様体の分類については1970年代に提唱されたウィリアム・サーストンの幾何化予想があり、これは3次元ポアンカレ予想を含意するものである。
次元の一般化
ポアンカレ予想は上の形のまま一般化しても成り立たないが、ポアンカレ予想の同値な言い換えには次のようなものがある。

3次元ホモトピー球面は S3 と同相である。
ここで n 次元ホモトピー球面とは、n 次元球面とホモトピー同値な n 次元閉多様体のことである。一般の位相空間においてはホモトピー同値は同相よりも弱い概念であるが、その逆が3次元球面の場合には成り立つということである。そこで高次元には次のようにして一般化できる。

n 次元ホモトピー球面は Sn と同相である。
歴史と背景
このようにポアンカレ予想を n 次元に一般化すると n = 2 での成立は古典的な事実であり、n ≥ 4 の場合は20世紀後半に証明が得られていた。n ≥ 5 の時はスティーヴン・スメイルによって (Smale 1960)、n = 4 の時はマイケル・フリードマンによって (Freedman 1982) 証明された。2人とも、その業績からフィールズ賞を受賞している。スメイルの証明は微分位相幾何学的なものであったが、フリードマンの証明は純粋に位相幾何学的なものである。実際、フリードマンの結果はその直後にドナルドソンによる異種4次元ユークリッド空間（位相的には通常の4次元空間だが、微分構造が異なるもの）の発見へとつながった。以上よりオリジナルである3次元ポアンカレ予想のみを残し、高次元ポアンカレ予想は先に決着してしまった（微分同相については4次元ポアンカレ予想も未解決である）。

## 一般向けの説明
三次元球面（一般には三次元多様体）の「三次元」とは、異なる3つの方向（左右・上下・前後（あるいは奥行））に広がりをもつ、点の集まり（集合）を意味する。また、「球面」とは、「中心」に当たる点との超距離を一定に保った点の集まりである。2つを併せると、直観的には、3次元の小さなパーツを組み合わせて球面の形（ただしもちろん3次元）にしたものということができる。目に見える範囲で実存しイメージしやすいものとして我々のいる物理宇宙が挙げられ、たとえ話に用いられることがしばしばあるが、実際の宇宙は何次元なのかははっきりと判ってはいない。
NHKスペシャル『100年の難問はなぜ解けたのか 〜天才数学者 失踪の謎〜』では、ポエナル博士の説明を取材し「宇宙の中の任意の一点から長いロープを結んだロケットが宇宙を一周して戻って来たとする。ロケットがどんな軌道を描いた場合でもロープの両端を引っ張ってロープを全て回収できるようであれば、宇宙の形は概ね球体である（ドーナツ型のような穴のある形、ではない）といえるのではないか、というのが（3次元）ポアンカレ予想の主張である」と説明している。ただしこれは直観的な説明の一つではあるが厳密性には欠ける。もし球体形（円板形）であれば閉多様体でない。また3次元空間内の真部分集合で3次元多様体は閉多様体でない。
3次元球面と同相な多様体とは、きれいに「丸い」必要はなく、（「3次元」として）ヒョウタン、馬の鞍のように「くびれて」いたりしてもかまわない（例えば、2次元では「コーヒーカップ」と「ドーナツ」は同相である）。2次元の閉曲面の分類定理から類推されるように、球であるか否かは「穴」がないか・あるかにかかっている（「穴」の個数を種数という）。
「穴」があるかどうかは、例えば地球のような2次元球面の場合、我々は宇宙から3次元空間を通して目視することで確認することができる。しかし3次元球面の場合、外から目視して確認したくても、宇宙の外にはたどり着けていないから行うことはできず、「外因的な情報」ではなく「内在的な情報」のみから「穴」がないかあるかを確認することしかできない。そこで、判断したい場所にロープ（3次元球面上の（1次元）閉曲線）を這わせ、引っかからずに引き寄せることができるかどうかで「穴」がないかどうかを判断するという手法を採る。ポアンカレ予想は、3次元球面の任意の場所にロープを這わせても引っかかることが決してないという主張をしているのである（それ以外のものをさらに区別するには、別な方法を用いて、より詳しい情報を得なければいけない）。

## 幾何化予想とペレルマン

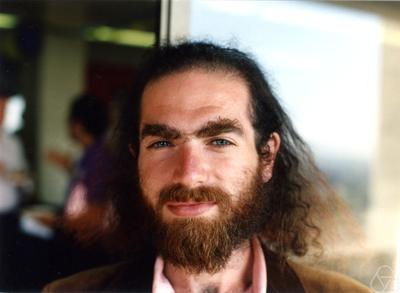
グリゴリー・ペレルマン（1993年）

2002年から2003年にかけて、当時ステクロフ数学研究所に勤務していたロシア人数学者グリゴリー・ペレルマンはポアンカレ予想を証明したと主張し、2002年11月11日に論文をプレプリント投稿サイトとして有名なプレプリントサーバarXivて公表した。そのなかで彼はリチャード・ストレイト・ハミルトンが創始したリッチフローの理論に「手術」と呼ぶ新たな手法を付け加えて拡張し、サーストンの幾何化予想を解決して、それに付随してポアンカレ予想を解決したと宣言した。サーストンの幾何化予想とは、任意の素な3次元多様体はいくつかの非圧縮トーラスにより、幾何構造をもつピース（閉領域）に分解されるというものである。さらに、幾何構造をもつ3次元多様体のモデルは8つあるというものである。また、サーストンの幾何化予想は、任意の素な3次元多様体は、いくつかのグラフ多様体と双曲多様体を非圧縮トーラスにより張り合わせて得られると言い換えることもできる。
ペレルマンは、特異点が発生する3次元多様体に対して、3次元手術つきリッチフロー (Ricci flow with surgery) を適用することによって幾何化予想を解決した。手術とは、有限時間で生成する特異点の直前でシリンダー状の部分の切り口 S2 に沿って球面状のキャップをかぶせてそこに標準解と呼ばれるものを貼ることである。ペレルマンは、この手術を特異点が生成する時空の点に限りなく近づける極限をとることにより、3次元リッチフローが有限時間での特異点を超えて標準的に延長することを証明した。
それ以来ペレルマン論文に対する検証が複数の数学者チームによって試みられた。原論文が理論的に難解でありかつ細部を省略していたため検証作業は難航したが、2006年5–7月にかけて3つの数学者チームによる報告論文が出揃った。
- ブルース・クライナーとジョン・ロット, Notes on Perelman's Papers（2006年5月）
ペレルマンによる幾何化予想についての証明の細部を解明・補足
- 朱熹平と曹懐東、A Complete Proof of the Poincaré and Geometrization Conjectures - application of the Hamilton-Perelman theory of the Ricci flow（2006年7月、改訂版2006年12月）
ペレルマン論文で省略されている細部の解明・補足
- ジョン・モーガンと田剛、Ricci Flow and the Poincaré Conjecture（2006年7月）
ペレルマン論文をポアンカレ予想に関わる部分のみに絞って詳細に解明・補足

これらのチームはどれもペレルマン論文は基本的に正しく致命的誤りはなかったこと、また細部のギャップについてもペレルマンの手法によって修正可能であったという結論で一致した。これらのことから、現在では少なくともポアンカレ予想についてはペレルマンにより解決されたと考えられている。
ペレルマンは解法の説明を求められて多くの数学者達の前で壇上に立った。しかし、ほとんどの数学者がトポロジーを使ってポアンカレ予想を解こうとしており、聴講した数学者たちもほとんどがトポロジーの専門家であったため、微分幾何学を使ったペレルマンの解説を聞いた時、「まず、ポアンカレ予想を解かれたことに落胆し、それがトポロジーではなく（トポロジーの研究者にとっては古い数学と思われていた）微分幾何学を使って解かれたことに落胆し、そして、その解説がまったく理解できないことに落胆した」という。なお、ペレルマンの証明には熱量・エントロピーなどの物理的な用語が登場する。
2006年8月22日、スペインのマドリードで催された国際数学者会議の開会式においてペレルマンに対しフィールズ賞が授与された。しかしペレルマンはこれに出席せず、受賞を辞退した。
2006年12月22日、アメリカの科学誌「サイエンス」で科学的成果の年間トップ10が発表され、その第1位に「ポアンカレ予想の解決」が選ばれた。

## 賞金100万ドル
アメリカにあるクレイ数学研究所 (CMI) はポアンカレ予想をミレニアム懸賞問題の一つに指定し、証明した者に100万ドル（約1億円）の賞金を与えると発表している。ここでペレルマンが本賞を受賞するのかどうかが一部の関心を呼んでいた。彼は賞金を受け取る条件である「査読つき専門雑誌への掲載」をしておらず、コーネル大学（サーストンが在籍していた）の運営している科学系論文投稿サイトarXivに投稿したのみであり、また彼の証明はあくまでも要領を発表したに過ぎないという説もあった。
この件に関し、CMI代表のジェームズ・カールソンは次のように述べている。

CMIの規定では受賞資格者は必ずしも専門誌に掲載された論文の直接的な執筆者に限られるわけではない。ペレルマンが変則的な発表手段を採り、arXivへの掲載のみに留めて専門誌に投稿していないというそのこと自体は、彼が受賞する上での障害とはならない。CMIは、いずれにしてもあらゆる素材を吟味して証明の成否を判定し、しかるのち初めて授賞を検討するようである。

2010年3月18日、クレイ数学研究所はペレルマンへのミレニアム賞授賞を発表した。これに関してペレルマンは以前、同賞を「受けるかどうかは、授賞を伝えられてから考える」と述べていたが、結局授賞式には出席しなかった。研究所の所長は「選択を尊重する」と声明を発表し、賞金と賞品は保管されるという。
2010年7月1日、ペレルマンは賞金の受け取りを最終的に断ったと報じられた。断った理由は複数あり、数学界の決定には不公平があることに対する異議や、ポアンカレ予想の解決に貢献したリチャード・S・ハミルトンに対する評価が十分ではないことなどを挙げている。さらに、このことについて本人は「理由はいろいろある」と答えた。

### 注
1. ↑  多様体が連結であることと弧状連結であることは同値である。

## 関連文献
- ドナル・オシア 著、糸川洋 訳『ポアンカレ予想を解いた数学者』日経BP社、2007年6月25日。ISBN 978-4-8222-8322-3。オリジナルの2021年8月5日時点におけるアーカイブ。
- 春日真人『100年の難問はなぜ解けたのか 天才数学者の光と影』日本放送出版協会〈NHKスペシャル〉、2008年6月26日。ISBN 978-4-14-081282-2。
  - 春日真人『100年の難問はなぜ解けたのか 天才数学者の光と影』新潮社〈新潮文庫〉、2011年6月1日。ISBN 978-4-10-135166-7。 - 春日(2008)の文庫版。
- マーシャ・ガッセン 著、青木薫 訳『完全なる証明 100万ドルを拒否した天才数学者』文藝春秋、2009年11月15日。ISBN 978-4-16-371950-4。
  - マーシャ・ガッセン『完全なる証明 100万ドルを拒否した天才数学者』青木薫 訳、福岡伸一 解説、文藝春秋〈文春文庫〉、2012年4月10日。ISBN 978-4-16-765181-7。 - ガッセン(2009)の文庫版。
- 河野俊丈 (2010年3月25日). “多面体の幾何学から空間の広がりをみる”.   東京大学数物連携宇宙研究機構. 2013年4月4日閲覧。
- 小林亮一『リッチフローと幾何化予想』培風館〈数理物理シリーズ5〉、2011年6月。ISBN 978-4-563-00665-5。
- 数学セミナー編集部 編（編）「解決！ポアンカレ予想」『数学セミナー』増刊、日本評論社、2007年1月。
- 数学セミナー編集部 編（編）「ミレニアム賞問題 7つの未解決問題はどうなったか？」『数学セミナー』増刊、日本評論社、2010年7月。
- ジョージ・G・スピーロ『ポアンカレ予想 世紀の謎を掛けた数学者、解き明かした数学者』永瀬輝男・志摩亜希子監修、鍛原多惠子・坂井星之・塩原通緒・松井信彦訳、早川書房、2007年12月19日。ISBN 978-4-15-208885-7。
  - ジョージ・G・スピーロ『ポアンカレ予想 世紀の謎を掛けた数学者、解き明かした数学者』永瀬輝男・志摩亜希子監修、鍛原多惠子・坂井星之・塩原通緒・松井信彦訳、早川書房〈ハヤカワ文庫 NF373 〈数理を愉しむ〉シリーズ〉、2011年4月8日。ISBN 978-4-15-208885-7。 - スピーロ(2007)の文庫版。
- 戸田正人「3次元トポロジーの新展開 リッチフローとポアンカレ予想」『数理科学』臨時別冊・数理科学・SGCライブラリ57、サイエンス社、2007年7月25日。
- 根上生也『トポロジカル宇宙 ポアンカレ予想解決への道 完全版』（新版）日本評論社、2007年11月。ISBN 978-4-535-78494-9。
- 根上生也 編著「楽しもう！数学」『数学セミナー』増刊、日本評論社、2011年9月。
- 本間竜雄『ポアンカレ予想物語』日本評論社〈数セミ・ブックス13〉、1985年12月。ISBN 4-535-60213-1。
- ポアンカレ 著、斎藤利弥 訳「5.3 ポアンカレ予想」『ポアンカレ トポロジー』朝倉書店〈数学史叢書〉、1996年12月10日。ISBN 4-254-11458-3。
- 松本幸夫 著「フリードマン 4次元ポアンカレ予想の解決」、砂田利一 編 編『現代幾何学の流れ』日本評論社、2007年10月。ISBN 978-4-535-78432-1。
- 松本幸夫『4次元のトポロジー』（増補新版）日本評論社、2009年12月。ISBN 978-4-535-60615-9。
- 南みや子、永瀬輝男『ポアンカレの贈り物 数学最後の難問は解けるのか』講談社〈ブルーバックス1322〉、2001年3月20日。ISBN 4-06-257322-9。
- 結城浩『数学ガール ポアンカレ予想』SBクリエイティブ〈「数学ガール」シリーズ6〉、2018年4月23日。ISBN 978-4-7973-8478-9。